# V342 Водолея
V342 Водолея (лат. V342 Aquarii) — одиночная переменная звезда в созвездии Водолея на расстоянии приблизительно 1365 световых лет (около 419 парсеков) от Солнца. Видимая звёздная величина звезды — от +11,9m до +11,8m.

## Характеристики
V342 Водолея — жёлто-оранжевая вращающаяся переменная звезда типа BY Дракона (BY) спектрального класса K-G. Радиус — около 2,5 солнечных, светимость — около 3,414 солнечных. Эффективная температура — около 4961 К.